# Dierk Schleicher
Dierk Schleicher  (* 10. Mai 1965 in Hamburg) ist ein deutscher Mathematiker.

## Leben
Schleicher war 1983 Bundessieger im Bundeswettbewerb Mathematik. Er studierte Informatik in Hamburg mit dem Vordiplom 1988 und Physik mit dem Diplom 1991. Danach setzte er sein Studium an der Cornell University fort mit dem Master-Abschluss in Mathematik 1992 und der Promotion 1994 bei John H. Hubbard (Internal Addresses in the Mandelbrot Set and Irreducibility of Polynomials). Als Post-Doktorand war er am  MSRI und 1995 bis 1999 wissenschaftlicher Assistent an der TU München, an der er sich 1999 habilitierte. 2000/01 hatte er dort eine Lehrstuhlvertretung. Seit 2001 war er lange Zeit Professor für Mathematik an der Jacobs University Bremen. Aktuell ist er Professor an der Universität Marseille.
Er war Gastwissenschaftler am Mittag-Leffler-Institut, am Fields Institute in Toronto und am IHES (wo er 2003 mit Adrien Douady eine Konferenz organisierte), Gastprofessor an der State University of New York (SUNY) in Stony Brook und am Institute Henri Poincaré in Paris.
Er befasst sich mit komplexer Dynamik, symbolischer Dynamik, konformer und fraktaler Geometrie und Thurston-Theorie, Bestimmung von Wurzeln mit dem Newton-Verfahren.
2003 war er Ko-Organisator der deutschen Mathematikolympiade und 2009 der Internationalen Mathematikolympiade in Bremen.
1984 bis 1994 war er Stipendiat der Studienstiftung des Deutschen Volkes, deren federführender Vertrauensdozent er ist.
2015 erhielt er einen ERC Advanced Grant in Höhe von 2,3 Millionen Euro, mit dem er das Forschungsprogramm Hologram betreibt (Holomorphic Dynamics connecting Geometry, Root-Finding, Algebra, and the Mandelbrot set).

## Schriften
- mit John Hubbard, Scott Sutherland: How to Find All Roots of Complex Polynomials With Newton's Method, Inventiones Mathematicae, Band 146, 2001, S. 1–33.
- External Rays of the Mandelbrot Set. Astérisque, Band 261, 2000, S. 409–447.
- mit Johannes Zimmer: Escaping Points of Exponential Maps. Journal of the London Mathematical Society, Band 67, 2003, S. 380–400.
- The dynamical fine structure of iterated cosine maps and a dimension paradox. Duke Mathematics Journal, Band 136, 2007, S. 343–356.
- mit Lasse Rempe: Bifurcations in the space of exponential maps. Inventiones Mathematicae, Band 175, 2009, S. 103–135, Arxiv
- mit John Hubbard, Mitsuhiro Shishikura: Exponential Thurston maps and limits of quadratic differentials. Journal of the American Mathematical Society, Band 22, 2009, S. 77–117.
- mit Günter Rottenfußer, Johannes Rückert, Lasse Rempe: Dynamic rays of bounded-type entire functions. Annals of Mathematics, Band 173, 2011, S. 77–125.
- Hausdorff dimension, its properties, and its surprises. American Mathematical Monthly, Band 114, 2007, S. 509–528.
- mit Henk Bruin, Alexandra Kaffl: Symbolic Dynamics of Quadratic Polynomials, Preprint Version: Institute Mittag-Leffler Report, Djursholm 7, 2001/02 (Buch in Vorbereitung)
- Herausgeber: Complex Dynamics: Friends and Families (u. a. mit Beiträgen von William Thurston, Mikhail Lyubich, Mitsuhiro Shishikura, John Milnor),  A.K. Peters 2009
- mit Malte Lackmann (Hrsg.): An Invitation to Mathematics. (mit Beiträgen von Béla Bollobás, Timothy Gowers, Laszlo Lovasz, Stanislav Smirnov, Terence Tao, Nick Trefethen, Jean-Christophe Yoccoz, Günter Ziegler, Simon Norton, Michael Stoll, Alexander Razborov, Nader Masmoudi u. a.),  Springer Verlag 2011 (darin von Schleicher: Complex dynamics, the Mandelbrot set and Newton's method - or: on useless and useful mathematics, S. 207)
  - deutsche Übersetzung: Eine Einladung in die Mathematik. Springer Verlag 2012